# Michaela Conlin
Michaela Conlin est une actrice américaine née le 9 juin 1978 à Allentown en Pennsylvanie
Elle est révélée par son rôle d'Angela Montenegro qu'elle incarne de 2005 à 2017 dans la série télévisée policière Bones. 

## Biographie

### Enfance et formation
Michaela Conlin est d'origine chinoise par sa mère et irlandaise par son père. Élevée à Allentown, elle joue dans sa première pièce à l'âge de 6 ans et continue ensuite d'apparaître sur scène dans de nombreuses productions locales et régionales. 
Elle s'installe à New York pour étudier l'art dramatique où elle est acceptée à l’École d'Arts Dramatiques Tisch. Parallèlement, elle joue dans de nombreuses productions avec la troupe Atlantic Theater et l'École de théâtre Playwrights Horizons (en). Elle va à Amsterdam pour suivre la formation internationale de l'Experimental Theater Wing.
Après avoir obtenu son diplôme à l'Université de New York, elle est choisie pour participer à la série documentaire The It Factor (en).

### Carrière
Peu après, elle déménage à Los Angeles et apparaît dans un épisode de la série New York, police judiciaire. Elle décroche son premier grand rôle en 2002, dans la série MDs. Elle interprète une jeune interne idéaliste prise sous l'aile de deux médecins de l’hôpital, joués par William Fichtner et John Hannah. Elle interprète en 2003 l'un des rôles-titres de la série The D.A, une consultante politique au franc-parler qui fait face à Steven Weber, mais la série est rapidement annulée. 
Elle joue également dans quelques films, notamment la comédie dramatique indépendante Garmento et le drame Love the Hard Way, avec Adrien Brody. Suivent des apparitions télévisuelles dans un épisode des séries Division d'élite et JAG.

En 2005, elle tient un rôle secondaire dans le drame Open Windows face à Robin Tunney.  

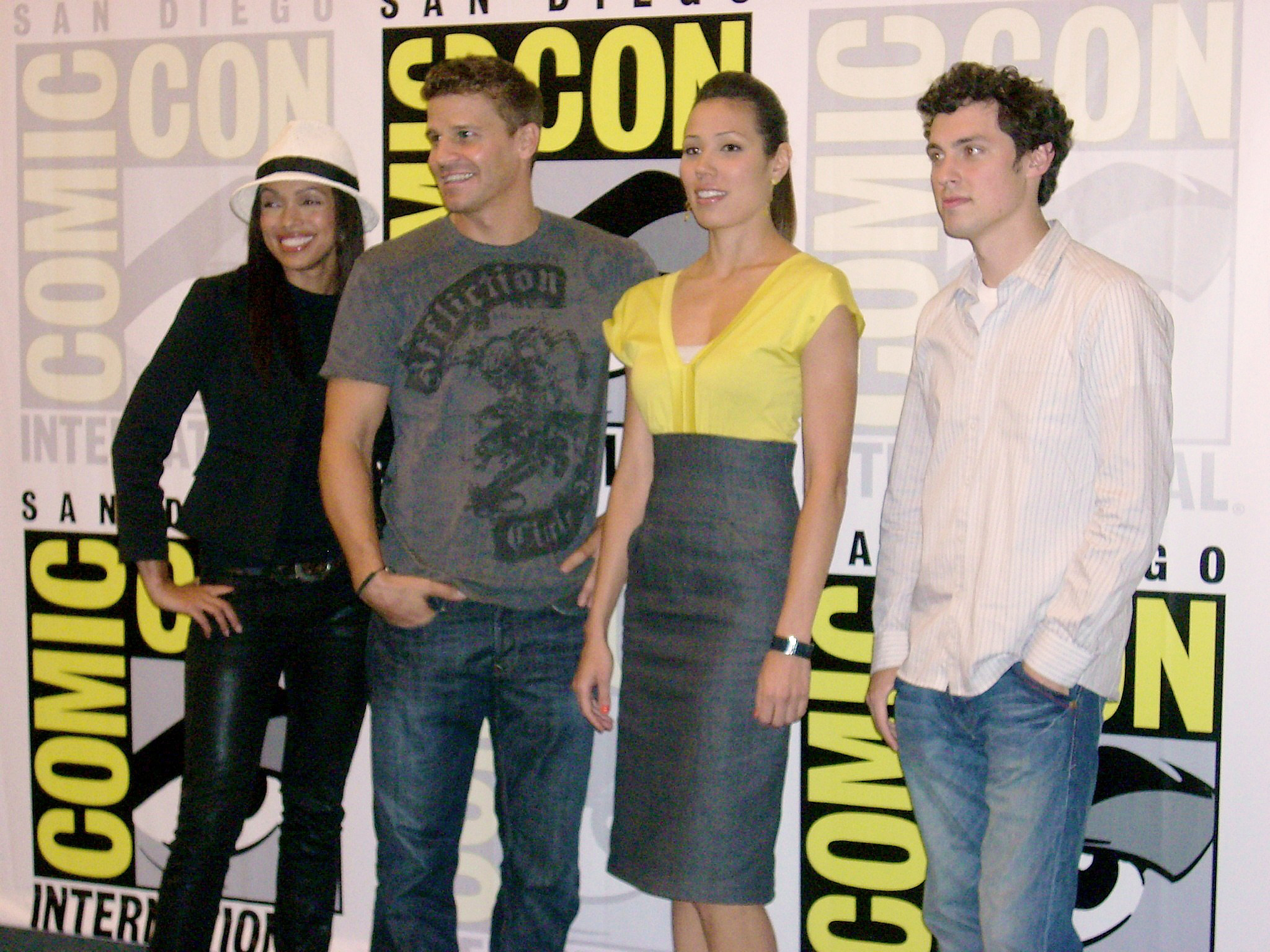
Une partie de la distribution de la série télévisée Bones, lors du Comic-Con 2008 : Tamara Taylor, David Boreanaz, Michaela Conlin et John Francis Daley

Cette année-là, elle décroche dans la série télévisée policière Bones, le rôle qui la révèle au grand public, celui d'Angela Montenegro. 

Logo de la série télévisée Bones.

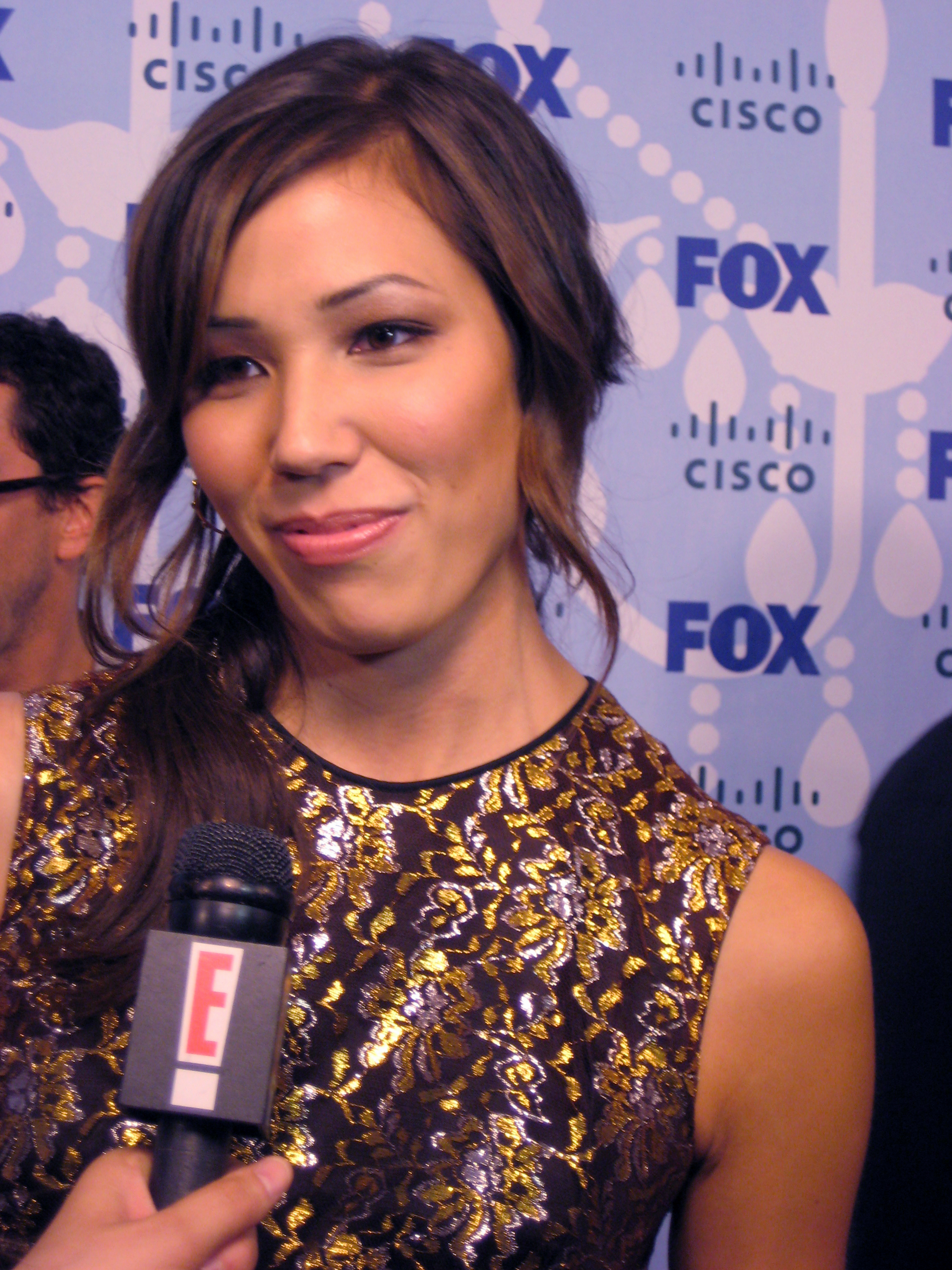
Lors d'une soirée organisée par le réseau FOX, en 2008.

Cette série, succès critique et public, lui vaut d'être nommée en 2008 pour l'Asian Excellence Award dans la catégorie Meilleure actrice de série télé dans un second rôle. 
Parallèlement, elle tient quelques seconds rôles au cinéma : dans le succès critique et commercial Il était une fois, dans le thriller juridique La Défense Lincoln, et dans la comédie indépendante Baby, Baby, Baby (2015) avec Adrianne Palicki.  
En 2016, elle joue un rôle plus important dans le film d'horreur La Chambre des oubliés.
La série Bones étant arrêtée en 2017 à l'issue de la douzième saison, elle signe pour deux rôles récurrents : d'abord  pour la série Here and Now, du réseau HBO, puis pour la série Yellowstone.

## Filmographie

### Cinéma
- 2000 : La Famille foldingue (Nutty Professor II: The Klumps) de Peter Segal : une élève
- 2001 : Love the Hard Way de Peter Sehr : Cara
- 2002 : Pipe dream de John Walsh : une reportrice
- 2002 : Garmento de Michele Maher : Marcy
- 2005 : Open Windows de Nacho Vigalondo : Miranda
- 2007 : Il était une fois de Kevin Lima : May
- 2011 : La Défense Lincoln (The Lincoln Lawyer) de Brad Furman : détective Heidi Sobel
- 2015 : Baby, Baby, Baby de Brian Klugman : Courtney Lee
- 2016 : La Chambre des oubliés (The Disappointments Room) de D. J. Caruso : Jules
- 2021 : Bad Trip de Kitao Sakurai : Maria Li
- 2023 : L'amour en double (en) (One true Loves) de Andy Fickman : Marie
- 2024 : Junction (en) de Bryan Greenberg : Lisa

### Télévision
- 2001 : New York, police judiciaire : Rocky (saison 11, épisode 15)
- 2002 : MDs (en) : Dr Maggie Young (10 épisodes)
- 2002 : Division d'élite : Directrice du pensionnat (saison 2, épisode 12)
- 2003 : JAG : Mary Nash (saison 9, épisode 8)
- 2003 : The D.A (en) : Jinette McMahon (4 épisodes)
- 2005-2017 : Bones : Angela Montenegro (245 épisodes)
- 2016 : Casual : Claire (saison 2, épisode 11)
- 2018 : Here and Now : Sharon (saison 1, 3 épisodes)
- 2018 : Yellowstone : Sarah Nguyen (saison 1, 4 épisodes et saison 2, 2 épisodes)
- 2020 : For All Mankind : Helena Webster (saison 2, rôle récurrent)
- 2022 : Dollface : Employée du CAMLA (saison 2, épisodes 6 et 9)

### Productrice exécutive
- 2012 : Sparrows Dance de Noah Buschel

## Distinctions

### Nominations
- Asian Excellence Awards 2008 : Meilleure actrice de série télévisée dans un second rôle pour Bones